# Metal Discharge
Metal Discharge es el octavo álbum de estudio de la banda de thrash metal Destruction. Existen también versiones que contienen bonus tracks (versiones y algunos demos de otros discos).

## Canciones
1. The Ravenous Beast - 03:09
2. Metal Discharge - 03:27
3. Rippin' the Flesh Apart - 05:01
4. Fear of the Moment - 03:35
5. Mortal Remains - 04:11
6. Desecrators of the New Age - 03:42
7. Historical Force Feed - 03:36
8. Savage Symphony of Terror - 03:52
9. Made to Be Broken - 03:45
10. Vendetta 04:53

## Pistas adicionales
11. Killers (Iron Maiden cover) (4:52)
12. Whiplash (Metallica cover) (3:32)
13. Fuck the U.S.A. (The Exploited cover) (3:08)
14. Bestial Invasion (Demo Version 1999) (4:49)
15. The Butcher Strikes Back (Demo Version 1999) (3:15)
16. Nailed to the Cross (Demo Version 2001) (3:48)
17. Metal Discharge (Demo Version 2003) (3:27)

## Miembros
- Marcel "Schmier" Schirmer - Bajo / Voz
- Mike Sifringer - Guitarra
- Marc Reign - Batería